# Lachamp-Raphaël
Lachamp-Raphaël é uma comuna francesa na região administrativa de Auvérnia-Ródano-Alpes, no departamento de Ardèche. Estende-se por uma área de 14,09 km². Em 2010 a comuna tinha 62 habitantes (densidade: 4,4 hab./km²).